# Bråån
Bråån er en å i det vestlige Skåne. Åen munder ud i Kävlingeån omtrent 10 km nord for Lund, umiddelbart vest for Örtofta station. 
Den passerer på sit løb bl.a. Ellinge slot, Skarhult slot og Örtofta slot.
55°46′42″N 13°14′24″Ø / 55.77833°N 13.24000°Ø